# Pratt (Virgínia de l'Oest)
Pratt és una població dels Estats Units a l'estat de Virgínia de l'Oest. Segons el cens del 2000 tenia 551 habitants.

## Demografia
Segons el cens del 2000, Pratt tenia 551 habitants, 239 habitatges, i 163 famílies. La densitat de població era de 733,6 habitants per km².
Dels 239 habitatges en un 23,8% hi vivien nens de menys de 18 anys, en un 54,4% hi vivien parelles casades, en un 10% dones solteres, i en un 31,4% no eren unitats familiars. En el 28,5% dels habitatges hi vivien persones soles el 16,3% de les quals corresponia a persones de 65 anys o més que vivien soles. El nombre mitjà de persones vivint en cada habitatge era de 2,31 i el nombre mitjà de persones que vivien en cada família era de 2,79.
Per edats la població es repartia de la següent manera: un 19,1% tenia menys de 18 anys, un 7,1% entre 18 i 24, un 27% entre 25 i 44, un 25,2% de 45 a 60 i un 21,6% 65 anys o més.
L'edat mediana era de 43 anys. Per cada 100 dones de 18 o més anys hi havia 82 homes.
La renda mediana per habitatge era de 37.500 $ i la renda mediana per família de 42.115 $. Els homes tenien una renda mediana de 31.500 $ mentre que les dones 25.208 $. La renda per capita de la població era de 18.773 $. Entorn del 5,4% de les famílies i el 9,4% de la població estaven per davall del llindar de pobresa.

## Poblacions més properes
El següent diagrama mostra les poblacions més properes.